# Los Rodríguez (Silao)
Los Rodríguez es una localidad del estado mexicano de Guanajuato. Es parte del municipio de Silao de la Victoria.

## Demografía
| Gráfica de evolución demográfica |
|                                  |

| Censo | Población |
| ----- | --------- |
| 1900  | 568       |
| 1910  | 455       |
| 1921  | 403       |
| 1930  | 360       |
| 1940  | 331       |
| 1950  | 618       |
| 1960  | 750       |
| 1970  | 1 116     |
| 1980  | 1 430     |
| 1990  | 1 836     |
| 2000  | 2 320     |
| 2010  | 2 760     |
| 2020  | 3 365     |